# ダン・ジェニングス (野球監督)
ダン・ジェニングス（Dan Jennings、1960年9月16日 - ）は、アメリカ合衆国の元野球選手、球団職員、野球指導者。
MLBにおいては1986年からスカウトを務め、2013年から2015年5月までマイアミ・マーリンズのゼネラルマネージャー、同年5月からシーズン終了まで監督を務めた。

## 野球選手の経歴
南ミシシッピ大学に通い、大学野球の南ミシシッピゴールデンイーグルスでプレーした。1984年にウィリアム・ケーリー大学を卒業している。
大学時代はドラフトで指名されず、1984年にニューヨーク・ヤンキースのトライアウトを受けマイナー契約を結んだ。当時ヤンキース傘下のA級グリーンズボロ・ホーネッツのスプリングトレーニングに参加している。

## コーチ・球団スタッフの経歴
アラバマ州モービルのダビッドソン高校のコーチを務めた後、1986年にシンシナティ・レッズのアソシエイト・スカウトとなり、1988年にはシアトル・マリナーズのエリア・スカウトとなる。1995年にはクロスチェッカーに就任し、年末にはタンパベイ・レイズのスカウティング・ディレクターに就任する。
2002年にマイアミ・マーリンズの選手人事担当副社長に就任する。2007年にゼネラルマネージャー補佐に就任する。2013年のシーズン終了後にマイケル・ヒルの球団編成本部長就任とともにゼネラルマネージャーへの就任が発表された。当時マーリンズには同姓同名の投手がいたが別人であり縁戚関係もない。
2015年5月17日、マイク・レドモンド監督の解任に伴い、翌日にマーリンズの監督に就任した。後任のゼネラルマネージャーにはゼネラルマネージャー補佐のマイク・バーガーが就任した。監督就任後も成績は回復せず、地区3位でシーズンを終えた。10月29日、ドン・マッティングリーの次期監督就任が決まり、ゼネラルマネージャーも解任された。
2016年、ワシントン・ナショナルズGM特別補佐に就任。

## 年度別監督成績
| 年度 | チーム | 地区  | 年齢 | 試合 | 勝利 | 敗戦 | 勝率 | 順位/チーム数 | 備考 | ポストシーズン 勝敗 |
| ---- | ------ | ----- | ---- | ---- | ---- | ---- | ---- | ------------- | ---- | ------------------- |
| 2015 | MIA    | NL 東 | 55   | 124  | 55   | 69   | .444 | 3 / 5         |      |                     |